# یایا سانوگو
یایا سانوگو (فرانسوی: Yaya Sanogo‎؛ زاده ۲۷ ژانویهٔ ۱۹۹۳) بازیکن فوتبال در پست مهاجم اهل فرانسه است.
سانوگو در تیم ملی زیر ۲۰ سال فرانسه عنوان قهرمانی جهان را به دست آورد و در باشگاه‌هایی مانند آرسنال و کریستال پالاس لندن، آژاکس آمستردام و تولوز فرانسه بازی کرده است. وی با آرسنال قهرمان جام حذفی و سوپرکاپ شد. سانوگو در سال ۲۰۲۳ به باشگاه فوتبال «اورارتو» ایروان پیوست.